# جيم بوكانان (لاعب كرة قاعدة)
جيم بوكانان (بالإنجليزية: Jim Buchanan)‏ هو لاعب كرة قاعدة أمريكي، ولد في 1 يوليو 1876، وتوفي في 15 يونيو 1949 في نورفولك في الولايات المتحدة.

## وصلات خارجية
- جيم بوكانان على موقعبيزبول رفرنس.كوم (الدوري الرئيسي) (الإنجليزية)
- جيم بوكانان على موقعبيزبول رفرنس.كوم (الدوري الثانوي) (الإنجليزية)